# Tour della nazionale maschile di rugby a 15 del Galles 2017

## Risultati
| Arbitro: | Nick Briant |

|                  |      |                             |
|                  | mt   | 18’ Cuthbert 79’ tecnica    |
| Takulua 22’, 43’ | c.p. | 2’, 51’, 67’, 77’ S. Davies |

| Arbitro: | Marius v.d. Westhuizen |

|                       |      |                         |
| Leiua 4’ Leiataua 52’ | mt   | 42’, 74’ S. Evans       |
| Pisi 4’, 52’          | tr   |                         |
| Pisi 10’              | c.p. | 13’, 20’, 38’ S. Davies |